# Pluteus hibbettii
Pluteus hibbettii es una especie de hongo de la familia Pluteaceae. Es un hongo basidiomiceto holártico: se distribuye en los bosques boreales y templados en el hemisferio norte.

## Taxonomía
Pluteus hibbettii fue descrito por los micólogos Alfredo Justo, Ekaterina F. Malysheva y Tatiana Bulyonkova, y publicado en Phytotaxa 180 (1): 36 en 2014. Se ha clasificado en la sección Pluteus del género. El holotipo se halló sobre madera de coníferas en descomposición en el bosque de Harvard, condado de Worcester en Massachusetts, Estados Unidos.
Etimología
hibbettii es un epíteto dedicado al micólogo estadounidense David Hibbett.